# Fuegos de Laroya

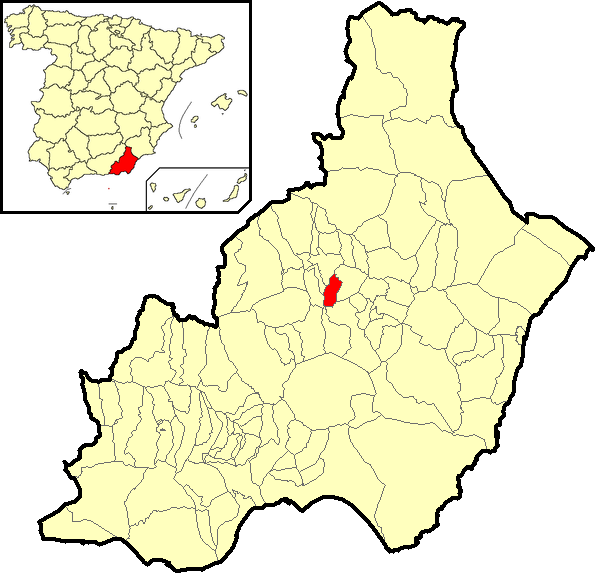
Localización de Laroya en la provincia de Almería.

Los Fuegos de Laroya son unos sucesos ocurridos según sus testigos en Laroya, Almería (España), en el verano de 1945, los cuales aún hoy están por resolver.

## Desarrollo
Comenzaron el 16 de junio de 1945, cuando sin ningún motivo empiezan a arder unos montones de trigo y al mismo tiempo en otro lugar del pueblo las llamas prenden a una niña. Por suerte, la presencia de trabajadores del lugar evitó que ardiera. Tras dar parte a las autoridades, un grupo de la Guardia Civil se trasladó a la localidad, sin poder explicar los fuegos espontáneos y fortuitos.
Al pueblo llegaron expertos de todas partes de España, entre ellos un experto del Instituto Sismológico de Almería. Por su parte, el director del Instituto Nacional de Geofísica, afirmó que los fenómenos del pueblo de Laroya estaban relacionados con el llamado fuego de San Telmo. Según recogía el diario ABC, el inspector de Primera Enseñanza de Almería afirmó que el fenómeno era:

...debido a la inflamación por el calor de sustancias llamadas pirofónicas, como el polvo tenue del carbón, de las harinas y montones de trapos manchados de aceite.

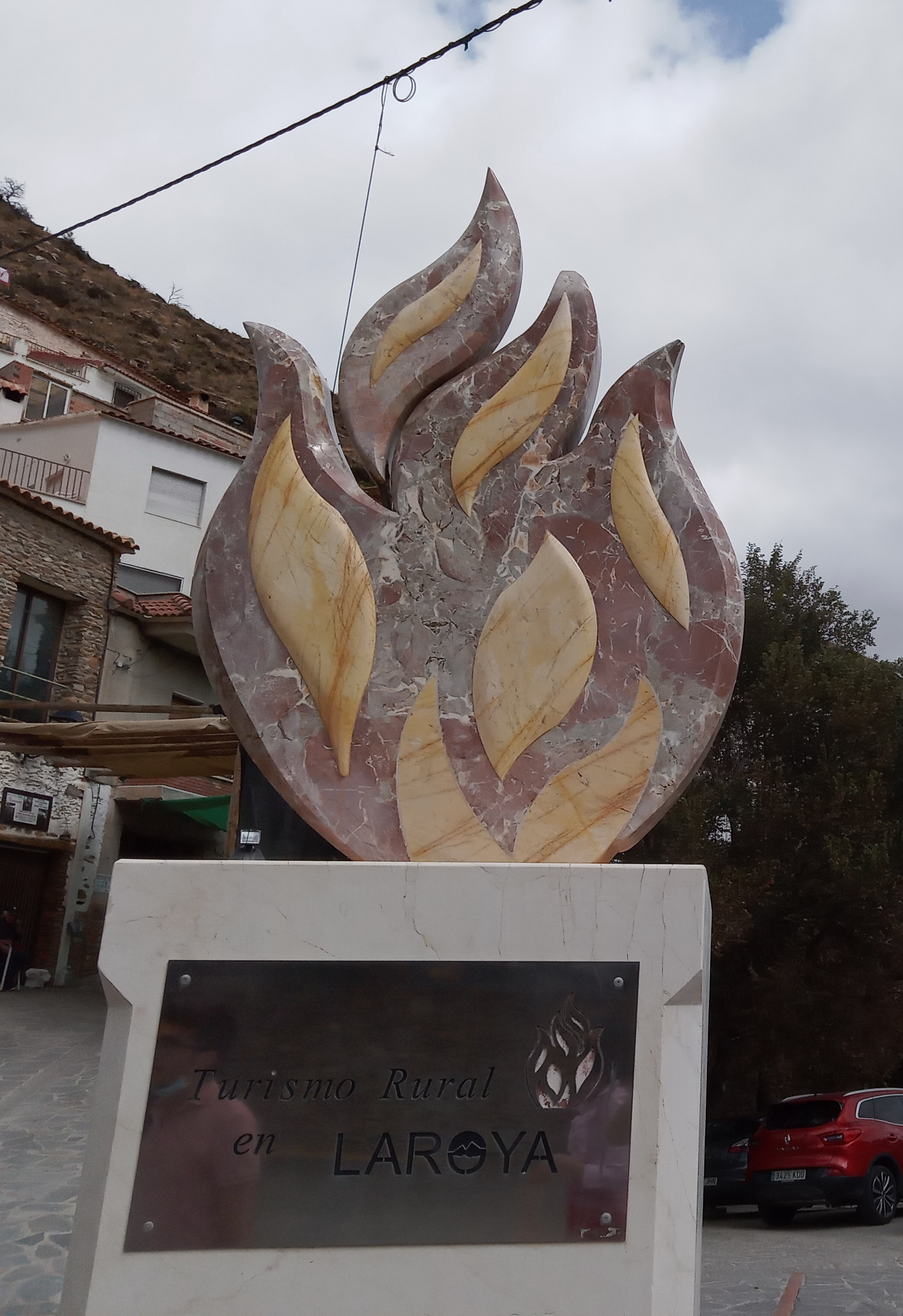
Monumento en memoria de los eventos de los Fuegos de Laroya.

Durante ese verano ardieron, sin explicación, campos, objetos de los campesinos, etc. Aun a principios de julio se seguían produciendo los fenómenos. El diario ABC del 7 de julio recoge:

Nuevos casos de incendios espontáneos se han producido en algunos cortijos del pueblo de Laroya. Las llamas son de color rojo verdoso y de poca intensidad, por lo que son fácilmente apagadas. Se ha observado, al echar haces de cebada ardiendo en una balsa, que el fuego toma más incremento, lo mismo que sucede con los incendios de gasolina. Se cree que salen de la tierra los vapores que producen el fuego. Sin embargo, se ha registrado un conato de incendio en una habitación interior, cerrada, por lo que es inexplicable el fenómeno. En la barriada de Estella, de aquel término municipal, se produjeron, a la misma hora, tres conatos de incendio en la techumbre de un edificio.

El 30 de junio de 1945 los expertos en diferentes campos realizaron un informe en el que declaraban:

Los sucesos no han sido originados por actividad volcánica, ni por trastornos geológicos que hayan dado lugar a desprendimiento de materias en ignición no gases inflamables. El origen de los incendios no se halla en manifestaciones internas ni en la superficie del terreno. Tampoco cabe achacar la causa a fenómenos eléctricos ni a la ionización de la atmósfera, ni a efectos térmicos de radiaciones solares. En resumen, no hay una causa definida a la que pueda achacarse todos los sucesos ocurridos y debe desecharse, desde el primer momento, toda sospecha de que hayan sido provocados por la mano del hombre.

Los incidentes cesaron tras el verano. El informe fue publicado en 1946, con el nombre de "Los fenómenos de Laroya". Con posterioridad se ha construido un monumento conmemorativo dedicado a "Los fuegos de Laroya".